# Grube Prangenhaus

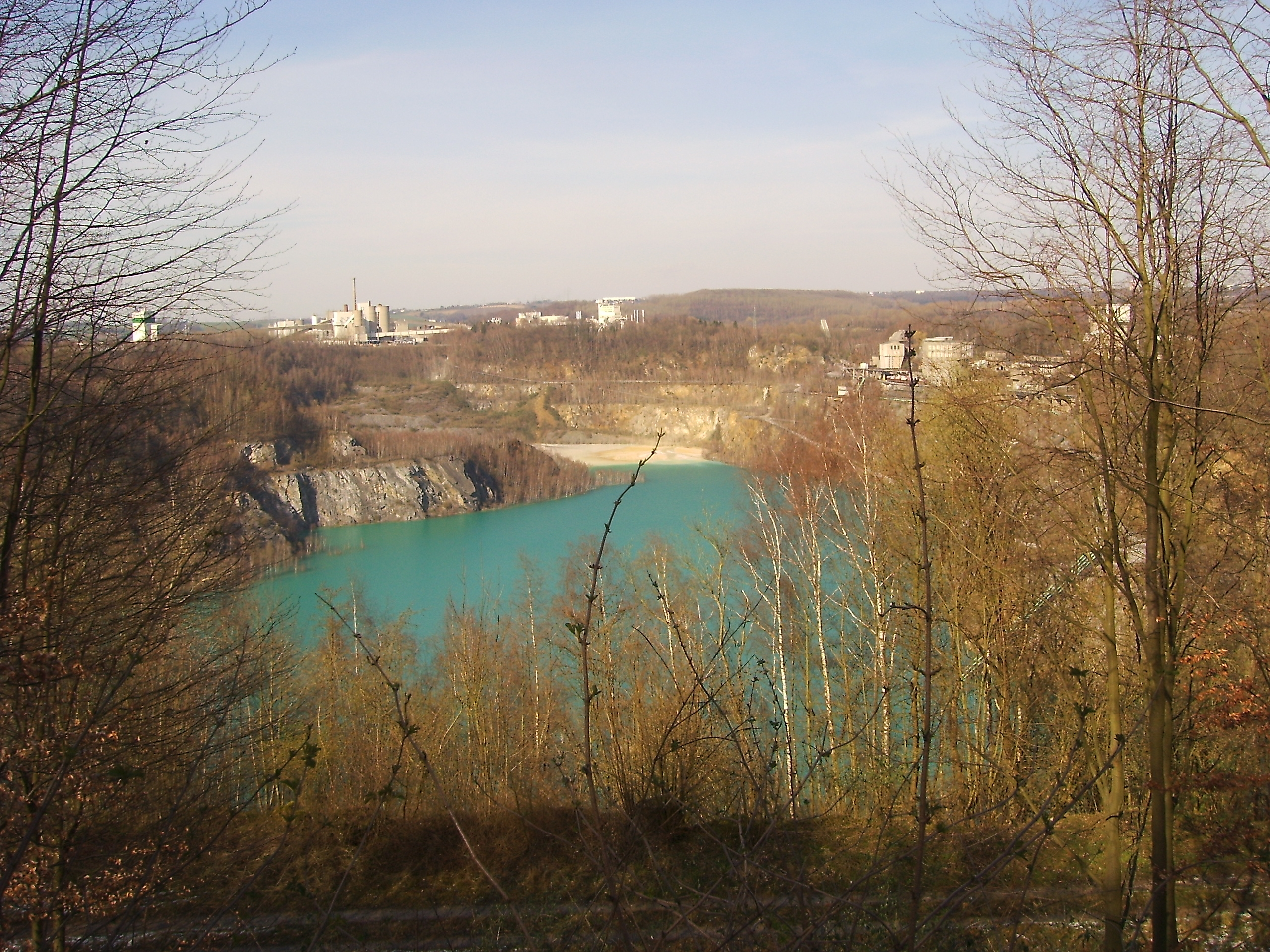
Steinbruch und See

Die Grube Prangenhaus ist ein aufgelassener Steinbruch für Kalkstein in Wülfrath.
Der Abbau begann 1907. Insgesamt wurden 230 Millionen Tonnen Kalkstein abgebaut. 1998 wurde der Steinbruch stillgelegt. In der Mitte des 100 Hektar großen Geländes befindet sich das Sedimentationsbecken für die einspülenden Wässer aus der Gesteinswäsche der Kalksteinwerke Flandersbach.
Das nahegelegene Niederbergische Museum erläutert den Kalkbergbau.